# Коларовский тракт
Коларовский тракт — улица в Томске и автодорога областного значения Томск — Ярское.
Тракт идёт от Мокрушинского переезда в начале улицы Мокрушина на юг, мимо Предтеченска, на втором переезде пересекает железную дорогу и у Богашёвского тракта, вливается в улицу Басандайскую, далее пролегает через Коларово, Вершинино, Батурино до Яра.
Раньше Коларовский тракт начинался от улицы Солдатской (ныне — улица Красноармейская). До 1925 года дорога называлась Спасским трактом (Спасской дорогой, Спасским выездом), новое название получила после переименования в 1923 году села Спасское в Коларово, в честь болгарского коммуниста Васила Коларова (1877—1950).
Коларовский тракт — популярное направление для вело- и автомототуризма и для отдыха на правом берегу Томи. После основания города Томска, когда по Спасскому тракту лёг мирный караванный путь из Китая и Монголии, на Синем Утесе была поставлена посольская изба для иноземных и сибирских гостей и торговцев.

## Достопримечательности вдоль тракта
- Южное кладбище;
- Село Аникино;
- Смешанный лес на береговом склоне правобережья реки Томь у села Аникино;
- Басандайский лесопарк;
- Древнее Басандайское городище, в самом устье реки Басандайки;
- Голубые скалы — геологическое обнажение на правом берегу Томи, у устья реки Басандайки;
- Городище Шеломок;
- Горнолыжный парк «Эдельвейс»;
- скалы Синий Утёс
- село Коларово
  - пляж;
  - Спасская церковь;
  - Архитектурно-этнографический комплекс под открытым небом;
  - склон с реликтовой растительностью у села
- деревня Казанка;
- деревня Батурино, припоселковый лес у деревни;
- Ларинский заказник
- Дызвестный ключ;
- река Тугояковка;
- Источник Капитоновка в 1,5 километра от села Вершинино;
- санаторий «Заповедное»;
- сосновый бор у села Вершинино
- озеро Тартма;
- село Яр, Ярской припоселковый кедровник;
- камень «Боец»;
- Аникин Камень на границе Томской и Кемеровской областей;
- речка Шумиха.